# Meioneta fillmorana
Meioneta fillmorana là một loài nhện trong họ Linyphiidae.
Loài này thuộc chi Meioneta. Meioneta fillmorana được Ralph Vary Chamberlin miêu tả năm 1919.